# Otro (psicoanálisis)
«Otro», también llamado Gran Otro, es un término de la teoría del psicoanálisis que representa la concepción de lo externo, sobre todo en la obra de Jacques Lacan.
Freud se había referido a esta externalidad o alteridad como der Andere (otra persona) y das Andere (otredad).  Al principio, Lacan utiliza el término en los sentidos freudianos y sólo hacia 1955, en el Seminario 2 (El yo en la teoría de Freud y en la técnica psicoanalítica), traza la diferencia entre otro con minúsculas y Otro con mayúsculas.

## El Otro en el psicoanálisis lacaniano
En la teoría de Lacan el Otro reviste una importancia capital, a tal punto de que él mismo deduciría del Otro, el petit a, concepto del cual habría afirmado que era su única invención o aporte.

### El Otro y la psicología del yo
En contraste con los ego-psicólogos anglo americanos de la época, Lacan consideraba al yo como algo constituido en el "Otro". Lacan argumenta que el movimiento psicoanalista hacia el entendimiento del ego como una fuerza coherente con control sobre la psique de una persona estaba basado en una mala interpretación de Freud. Para Lacan, el yo permanece en conflicto interno permanente, solo soportable mediante el autoengaño.

### El Otro como lo Simbólico
Su teoría desarrollista del yo objetificado estaba inspirada en el pensamiento de Ferdinand de Saussure respecto a la relación entre el significado y el significante.
Dicho significante importado de Saussure confiere al Gran Otro una "alteridad radical", como refiere Dylan Evans, que, a diferencia del pequeño otro, está imposibilitado de la identificación, correlato, metaforización o simbolización, por lo cual se lo asocia al registro Simbólico mismo. El dominio de la palabra está, en terminología lacaniana, "inscripto" en el Otro y, por ello, es inconsciente.
Con el llamado complejo de castración, el individuo adquiere consciencia de la incomplitud del Otro, de su cualidad de sujeto a su vez, aunque por sobre el sujeto físico ($). Es incomplitud del Otro lleva por nombre la falta, y hace referencia a la dialéctica que se da entre el sujeto físico y el mundo social imaginario (|).

### El Otro en matema
En sus grafemas lleva una A (Autre) en oposición al autre "a"; a su vez a veces aparece barrado o tachado, lo que implica que, tal y como el sujeto, como el individuo físico, no tiene sino una identidad aparente y provisoria.